# Crocodile (film)
Crocodile è un film del 2000 diretto da Tobe Hooper.

## Trama
Un gruppo di amici composto da Brady Turner, Claire e Duncan McKay esce per fare una gita in barca su un lago nel sud della California. Il loro piacevole fine settimana si trasforma in un incubo quando un gigantesco coccodrillo in cerca delle sue uova che sono state rubate si mette ad uccidere chiunque gli capiti davanti.

## Sequel
Nel 2002 il regista Gary Jones ne ha realizzato un sequel intitolato Crocodile 2.

## Location
Le riprese del film, avvenute dal 26 luglio al 25 settembre 1999, si sono svolte a Santa Clarita e Los Angeles, in California e nel Messico.

## Colonna sonora
- Station Victoria - Anywhere
- Ripe 5 - Emotional Wheel
- Ripe 5 - Lucky Day
- Alice In The Fields - Why
- Trim - One Of Those Days
- Shine - Together
- Station Victoria - Takes You Alive

## Incasso
Il film ha incassato i botteghini la cifra stimata di 2.800.000 dollari.